# Rodney Peete
Rodney Peete (Mesa, 16 marzo 1966) è un ex giocatore di football americano statunitense che ha giocato nel ruolo di quarterback  nella National Football League (NFL). Fu scelto nel corso del sesto giro (141º assoluto) del Draft NFL 1989 dai Detroit Lions. Al college giocò a football alla University of Southern California.

## Carriera professionistica
Scelto dai Detroit Lions nel sesto giro del Draft 1989, Peete sarebbe dovuto partire come titolare nella prima gara della stagione ma a causa di un infortunio in un'amichevole contro i Los Angeles Rams perse le prime quattro gare dell'anno. Nelle sue prime cinque stagioni nella NFL coi Lions, Peete si divise nel ruolo di quarterback con Bob Gagliano, Erik Kramer e l'ex vincitore dell'Heisman Trophy Andre Ware. Dopo aver passato le stagioni successive tra le file di Dallas Cowboys, Washington Redskins, Philadelphia Eagles e Oakland Raiders, la carriera di Peete sembrò giunta al termine finché divenne il titolare dei Carolina Panthers nel 2002, guidandoli a un record di 7-9, un miglioramento visto che l'anno precedente avevano terminato con un bilancio di 1-15.
Dopo una cattiva prestazione nella settimana 1 della stagione 2003 contro i Jacksonville Jaguars, il capo-allenatore John Fox lo sostituì nel terzo quarto come Jake Delhomme, che guidò i Panthers alla vittoria in rimonta. Delhomme sostituì così Peete come titolare, guidando la squadra a un record di 11-5 fino al Super Bowl XXXVIII perso contro i New England Patriots. Peete fu svincolato nel febbraio 2005 optando per il ritiro e terminando col primato di yard passate nella NFL per un quarterback proveniente da USC (in seguito superato da Carson Palmer).

## Vita privata
Peete è il figlio di Willie Peete, ex allenatore di posizione dei Kansas City Chiefs e dei Chicago Bears. Suo fratello è l'allenatore della NFL Skip Peete.  Suo cugino era il golfista professionista Calvin Peete. Il 10 giugno 1995 ha sposato l'attrice Holly Robinson Peete. La coppia ha quattro figli: due gemelli, Ryan Elizabeth e Rodney Jr. (17 ottobre 1997), Robinson (11 agosto 2002) e Roman (25 febbraio 2005).

## Palmarès
- National Football Conference Championship: 1

Carolina Panthers: 2003

## Statistiche
| Yard passate  | 16 338 |
| Touchdown     | 76     |
| Intercetti    | 92     |
| Passer rating | 73,3   |